# Kreisjugendring München-Stadt

Logo des Kreisjugendring München-Stadt

Der Kreisjugendring München-Stadt (KJR) ist die Arbeitsgemeinschaft von fast 70 Münchner Jugendverbänden sowie Träger von 50 städtischen Freizeitstätten und acht Kindertageseinrichtungen. Außerdem gibt es verschiedene Projektstellen, die sich spezifischer Themen und Problemlagen – wie Ausbildung, Kooperation Jugendarbeit-Schule, Zeitgeschichte, Einbindung behinderter Kinder und Jugendlicher – annehmen.

## Geschichte
Der Kreisjugendring München-Stadt wurde am 5. Dezember 1945 – zunächst als „Jugendkomitee München“ – gegründet. Im Rahmen des „Reeducation“-Programms, das nicht nur auf einen institutionellen Wandel, sondern vor allem auf eine geistig-kulturelle Umerziehung abzielte, verlangten die Amerikaner von den Deutschen, die Bildung „starker Jugendgruppen“ zu fördern. Bevor die Jugendgruppen zugelassen wurden, war die Bildung eines „Jugendkomitees“ zu veranlassen, das aus Männern und Frauen bestehen musste, die die unterschiedlichen Interessen der Erziehungsinstitutionen, der Kirchen, der Wohlfahrts- und Gesundheitsbehörden und der verschiedenen ökonomischen Gruppen vertreten sollten. Die Mitglieder der Jugendkomitees seien, so die amerikanische Vorgabe, von der Organisation, die sie repräsentierten, zu wählen. Gefordert wurde somit ein demokratischer Aufbau dieser Komitees. Von 1946 bis 1971 hatte Stadtschulrat Anton Fingerle den Vorsitz inne.
Der Kreisjugendring München-Stadt hat eine Doppelfunktion und ist zum einen Arbeitsgemeinschaft der Münchner Jugendverbände, zum anderen der größte Träger von Freizeitstätten für Kinder und Jugendliche und Kindertageseinrichtungen der Bayerischen Landeshauptstadt. Deshalb besitzt der Kreisjugendring München-Stadt, der eigentlich Stadtjugendring heißen müsste, weil er für die Stadt München zuständig ist, sich aber nie umbenannt hat, eine Bedeutung, wie sie in der Bundesrepublik Deutschland fast einmalig ist: Keine andere Stadt- oder Kreisorganisation von Jugendverbänden verfügt über so viel Geld und Einfluss.

## Der KJR als Arbeitsgemeinschaft von Jugendverbänden
Der KJR ist seit seiner Gründung im Dezember 1945 Arbeitsgemeinschaft von etwa 70 Jugendverbänden und -gemeinschaften in München. Hier sind Kinder, Jugendliche und junge Erwachsene zwischen 6 und 27 Jahren organisiert, die den verschiedensten Nationalitäten, Konfessionen und gesellschaftlichen Gruppen angehören. Der KJR ist Sprachrohr und Vertreter der Verbände, unterstützt sie bei ihrer Arbeit und fördert die Vernetzung. Die im KJR zusammengeschlossenen Verbände übernehmen Gesamtverantwortung für die Belange von Kindern, Jugendlichen und jungen Erwachsenen in München. Dies zeigt sich insbesondere in der Übernahme der Trägerschaft von Freizeitstätten und Kindertageseinrichtungen, die sich in München seit 1953 bewährt.
Die Kooperation der zunächst getrennt voneinander entstandenen Formen der verbandlichen und offenen Kinder- und Jugendarbeit bietet die Basis, um Erfahrungen, Konzeptionen und Ideen auszutauschen und erfolgreich weiterzuentwickeln.

## Der KJR als Träger von Kinder- und Jugendeinrichtungen
Der KJR ist Träger von 50 städtischen Freizeitstätten (wie z. B. dem Abenteuerspielplatz Hasenbergl - ABIX) und acht Kindertageseinrichtungen im gesamten Stadtgebiet. Der Auftrag des KJR ist es, engagiert und erfolgreich die Interessen von Kindern, Jugendlichen und jungen Erwachsenen in der Münchner Stadtgesellschaft zu vertreten und sich einzumischen, wenn Bedürfnisse und Forderungen junger Menschen Berücksichtigung finden müssen. Aktuell sind im KJR etwa 600 Personen beschäftigt, die überwiegend im pädagogischen Bereich tätig sind. Mit engagierten ehren- und hauptamtlichen Mitarbeitern aus Einrichtungen und Verbänden sowie zuverlässigen Kooperationspartnern, Unterstützern und Förderern gelingt es dem KJR, ein unglaublich breites Spektrum anzubieten. Kinder und Jugendliche finden hier vielfältige Möglichkeiten, ihre Freizeit mit viel Spaß eigenverantwortlich zu gestalten. Die Arbeit des KJR setzt dabei an den Bedürfnissen und Lebenslagen junger Menschen an und beruht auf den Prinzipien der Freiwilligkeit und der Partizipation. Zur verbandlichen und offenen Jugendarbeit gehören Spiel, Sport und Musik genauso wie kreative, umwelt- und medienpädagogische Aktivitäten, aber auch verschiedenste Bildungsangebote. Eine wichtige Aufgabe besteht außerdem darin, Werte und Regeln zu vermitteln, damit junge Menschen ihren Platz in der Gesellschaft finden. Der KJR berät, unterstützt, fördert und fordert Kinder, Jugendliche und junge Erwachsene in allen Bereichen ihres Lebens.

## Weitere Projekte und Angebote

### afk-Radio-Projekt
Das afk-Radio-Projekt im „rec-play“-Tonstudio des Jugendtreffs aqu@rium unterstützt Jugendliche und junge Erwachsene dabei, eigene Audio-Beiträge zu produzieren und auf dem Ausbildungskanal afk M94.5 und im Internet zu präsentieren. Außerdem veranstaltet das afk-Radio-Projekt den Musikwettbewerb „muc-king“ für Münchner Newcomer-Bands.

### Auf Herz und Rampen prüfen
Das Projekt „Auf Herz und Rampen prüfen“ führt Stadtteilchecks in München durch, bei denen zusammen mit Kindern und Jugendlichen aus Schulen und Freizeiteinrichtungen die jeweilige Umgebung auf ihre Barrierefreiheit für Menschen mit Behinderung getestet wird. Die Kinder probieren selbst aus, mit einem Rollstuhl unterwegs zu sein oder sich als sehbeeinträchtigte oder blinde Person im öffentlichen Raum zu bewegen. Die Verbesserungsvorschläge werden beim zuständigen Bezirksausschuss eingereicht.

### Fachstelle Inklusion (erleben – begegnen – solidarisieren)
Aufgabe der Fachstelle Inklusion ist es, über gemeinsame Freizeitgestaltung Kontakte zwischen Kindern und Jugendlichen mit und ohne Behinderung zu fördern und die Interessen und Belange junger Leute mit Behinderung gezielter in die Angebotspalette und die Ebenen der jugendpolitischen Vertretung zu integrieren.

### JAPs – Jugend – Arbeit – Perspektiven
JAPs ist ein berufs- und arbeitsweltbezogenes Projekt, das Jugendlichen und jungen Erwachsenen verschiedene Maßnahmen und Angebote zur Verbesserung ihrer Zugangschancen auf dem Ausbildungs- und Arbeitsmarkt bietet.
Dazu gehören die „Servicestelle Berufsbezogene Jugendarbeit“, die Beratung, Begleitung und Unterstützung beim Übertritt von der Schule in das Berufsleben und während der Berufsausbildung bietet, sowie „azuro“, das Ausbildungs- und Zukunftsbüro, das Rechtsberatung bei Problemen leistet, die im Verlauf der beruflichen Erstausbildung auftreten können.

### KJR-Fußballcup
Zweimal jährlich – beim KJR-Fußballcup im Sommer und beim KJR-Hallenfußballcup im Frühjahr – treten Mädchen- und Jungen-Teams aus verschiedenen Münchner Freizeitstätten in mehreren Spielklassen gegeneinander an und können Pokale gewinnen.

### OBEN OHNE
Mit dem OBEN OHNE Open Air veranstalten die Kreisjugendringe München-Stadt und München-Land seit 1998 das größte nicht kommerzielle Musikfestival im süddeutschen Raum.

### Schubz – Schulbezogene Angebote
Die KJR-Freizeitstätten kooperieren mit Schulen in einer Vielzahl unterschiedlicher Projekte: von Hausaufgabenbetreuung und Mittagstisch über Konfliktbewältigungsprojekte bis hin zu verschiedenen Kursangeboten. Darüber hinaus gibt es Angebote zur Offenen Ganztagsschule (OGS) und zu berufsbezogener Jugendarbeit. Der KJR hat außerdem die Trägerschaft für Stellen der Jugendsozialarbeit an Schulen und Schulsozialarbeit sowie eine Praktikumsplatzbörse.

### Tchaka
Tchaka ist die Beratungs- und Koordinationsstelle für Erlebnispädagogik. Sie ist Anlaufstelle für Pädagogen, Jugendleiter und andere, die im weiten Feld der Erlebnispädagogik aktiv sind oder aktiv werden wollen.

### The Tent
Das Jugendübernachtungscamp im Kapuzinerhölzl wurde anlässlich der Olympischen Spiele 1972 als Jugendschutzmaßnahme eröffnet, Träger ist seit 1976 der Kreisjugendring München-Stadt. Unter Backpackern ist "The Tent" als internationale Begegnungsstätte bekannt.  Das Übernachtungscamp bietet für junge Reisende aus aller Welt ein einfaches Nachtquartier mit Betten- und Bodenschlafplätze in zwei Großzelten sowie einer großen Grünanlage zum kampieren. Außerdem stehen ein Sanitärbau, eine Waschküche und eine Gästeküche zur Verfügung.

### Demokratische Jugendbildung
Der KJR organisiert und begleitet Projekte zur historisch-politischen Jugendbildung, so weit wie möglich eigeninitiiert und erarbeitet von Jugendlichen und jungen Erwachsenen. Dabei kooperiert er mit dem NS-Dokumentationszentrum München. Ziel ist das Erinnern an Entwicklung und Ereignisse des Nationalsozialismus, das Gedenken an seine Opfer und die Auseinandersetzung mit der Lebensgegenwart, mit Fragen unserer demokratischen Gesellschaft und mit ihren Problemen – speziell dem wachsenden Rechtsextremismus.
Ein Beispiel solcher Projekte ist der Dokumentarfilm „Kick it like Kurt“.

### Jugendkulturprojekte
Der KJR bietet eine Vielfalt jugendkultureller Aktivitäten in seinen Freizeitstätten und Projekten. Seit 2010 fördert er auch außerschulische Angebote im hochkulturellen Bereich. Im Sinne des „Konzeptes kulturelle Bildung“ der Landeshauptstadt München leistet die KJR-Fachstelle Jugendkultur aufsuchende und akzeptierende kulturelle Bildungsarbeit. Das Ziel ist es, Projekte der Kulturvermittlung zu initiieren, zu koordinieren und durchzuführen. Konkret geht es um die Vernetzung der kulturellen Angebote der Hochkultur der Landeshauptstadt München und des Freistaats Bayern mit Besuchern der Freizeitstätten der Offenen Kinder- und Jugendarbeit des KJR. In Workshops und Projektarbeit können Jugendliche selbst aktiv werden, handeln eigenständig und werden so an Kultur, insbesondere Hochkultur, herangeführt.

## Spendenprojekt „Hilfe für Kids“
Mit seinem 1998 ins Leben gerufenen Spendenprojekt „Hilfe für Kids“ unterstützt der KJR von Armut betroffene und sozial benachteiligte Kinder und Jugendliche, die die Freizeitstätten und Kindertageseinrichtungen des KJR besuchen oder die Mitglied in einem der im KJR organisierten Jugendverbände sind. Die Teilnahme an der Mittagsbetreuung, an Bildungs- und Gesundheitsangeboten oder auch an Ferienfahrten und Ausflügen wird für Kinder und Jugendliche, deren Familien den Beitrag finanziell nicht aufbringen können, durch Spenden ermöglicht. Alle Spenden kommen zu 100 % den bedürftigen Kindern und Jugendlichen zugute. Die Kosten für Verwaltung und Öffentlichkeitsarbeit trägt der KJR.
1998 führte der KJR eine Erhebung in seinen Freizeitstätten durch. Diese ergab, dass viele der Kinder und Jugendlichen, die die Einrichtungen besuchen, auch in einer reichen Stadt wie München in Armut aufwachsen. Es war festzustellen, dass manche der jungen Besucher an Ausflügen und Ferienfahrten trotz relativ geringer Teilnahmebeiträge aus finanziellen Gründen nicht teilnehmen konnten und zu Hause bleiben mussten. Aber auch Folgen von Mangelernährung oder nicht ausreichende Kleidung (besonders im Winter) wurden von den Pädagogen in den Einrichtungen registriert. Die Veröffentlichung der Erhebungsergebnisse im Rahmen einer Pressekonferenz führte zu einer ganz unerwarteten und sehr heftigen Reaktion der Medien und der Öffentlichkeit. Viele Menschen meldeten sich beim KJR und wollten Sach- oder Geldmittel spenden. Dies war die Geburtsstunde des Projekts "Hilfe für Kids".

### Hilfsmaßnahmen
Viele KJR-Einrichtungen bieten eine Mittagsbetreuung an, bei der die Kinder eine warme Mahlzeit bekommen und betreut ihre Hausaufgaben erledigen und weitere Bildungsangebote nutzen können. "Hilfe für Kids" unterstützt die Teilnahme an Sprachförderkurse in den Kindertageseinrichtungen, Qualikurse und Lerngruppen für einen erfolgreichen Schulabschluss, unterschiedlichste Ernährungs- und Bewegungsangebote, Maßnahmen, die den Kindern und Jugendlichen Sozialkompetenz vermitteln oder sie in ihrer Kreativität fördern.
"Hilfe für Kids" ermöglicht Kindern und Jugendlichen in München aus „ihrem“ Stadtteil herauszukommen und bei Ferienfahrten und Ausflügen dabei zu sein. Herausgelöst aus der Familie und der oft belastenden Lebenssituation können die Kinder einige Tage mit Gleichaltrigen in einer anderen Umgebung verbringen, Neues ausprobieren, Verantwortung für sich und andere übernehmen und sich in einem anderen Kontext erleben als sonst.

### Schirmherr Andreas Giebel
Seit 2008, dem Jahr des 10-jährigen Jubiläums von Hilfe für Kids, ist der Schauspieler (z. B. München 7, Die Rosenheim-Cops, Polizeiruf 110) und Kabarettist Andreas Giebel Schirmherr des Projekts. Giebel leistete von 1979 bis 1981 seinen Zivildienst in einer KJR-Freizeiteinrichtung und war gerne bereit, die Schirmherrschaft zu übernehmen: „Es ehrt mich, rund 30 Jahre danach wieder etwas für die Kinder hier vor Ort in München tun zu können.“

### Veröffentlichungen
Jedes Jahr im Frühsommer erscheint der Jahresbericht von "Hilfe für Kids", der Auskunft über Spendenaktionen und Aktivitäten des vergangenen Jahres gibt.

## Vorstand
Der Vorstand besteht insgesamt aus neun ehrenamtlichen Mitgliedern und wird alle zwei Jahre von der Vollversammlung, den Delegierten der Jugendverbände, gewählt. Bei der Zusammensetzung des Vorstands wird eine möglichst breite Vertretung der Mitgliedsverbände und -organisationen angestrebt. Beraten wird der Vorstand vom/von der Geschäftsführer und dessen Stellvertretung. Unter den neun Mitgliedern des Vorstands müssen gemäß Beschluss der Vollversammlung mindestens vier Frauen und vier Männer sein. Er setzt sich zusammen aus:
- dem/der Vorsitzenden
- dem/der stellvertretenden Vorsitzenden und
- sieben weiteren Vorstandsmitgliedern

Dem Vorstand obliegt die „politische und strategische Führung“ des Kreisjugendrings. Das bedeutet, dass der Vorstand über alle Vorhaben, die den Kreisjugendring insgesamt betreffen, entscheidet. Er vertritt die jugendpolitischen Anliegen des Kreisjugendrings nach außen. Zweimal jährlich beruft der Vorstand die Vollversammlung, das höchste Gremium der Organisation, ein. Vollversammlungsbeschlüsse haben in der Vorstandsarbeit Priorität. Der Vorstand ist für die Finanzführung, die Organisation und das Personal des Kreisjugendrings verantwortlich. Er ist in seiner Entscheidungsfindung politisch unabhängig.

## Finanzierung
Der KJR verfügt über keine Eigenmittel. Er wird von der Landeshauptstadt München im Rahmen von Verträgen mit vom Stadtrat beschlossenen Finanzmitteln ausgestattet, die zweckgebunden eingesetzt werden (bspw. Jugendverbandsförderung, Freizeitstätten, Jugendübernachtungscamp im Kapuzinerhölzl). Im Bereich der Kindertageseinrichtungen wird der Aufwand durch Elternbeiträge, gesetzliche Förderung nach BayKiBiG und Zuschüsse der Landeshauptstadt München finanziert. Das Jahresvolumen betrug 2011 circa 25 Mio. Euro, 2016 circa 32. Mio. Euro.

## Rechtliche Stellung
Rechtlich betrachtet ist der Kreisjugendring München-Stadt keine eigenständige Organisation, sondern eine „Gliederung“ des Bayerischen Jugendrings (BJR). Er stellt keine eigene Rechtspersönlichkeit dar, gestaltet aber seine Angelegenheiten im Rahmen der Satzung und der Geschäftsordnung des BJR eigenverantwortlich und selbständig.

## Publikationen
Acht Mal jährlich erscheint der K3, das Magazin des KJR. Jede Ausgabe widmet sich schwerpunktmäßig einem für die Jugendarbeit relevanten Themenbereich. Daneben enthält er Artikel zu aktuellen Themen der Jugendarbeit, Berichte von Aktionen und Praxisbeispielen aus der Offenen Kinder- und Jugendarbeit und den Verbänden.
Des Weiteren veröffentlicht der KJR einmal jährlich einen Geschäftsbericht mit dem Bericht des Vorstands, Haushaltszahlen und weiteren wichtigen Informationen. Dazu gehört auch die KJR-Broschüre mit den Angeboten für Kinder und Jugendliche im Kreisjugendring München-Stadt.
Außerdem gibt es verschiedenen Publikationen des KJR zu speziellen Anlässen, Fachtagungen oder besonderen Projekten. Es wird zudem regelmäßig die Auswertung von
Besucherbefragungen veröffentlicht.